# Señorío de Tututepec
El Señorío de Tututepec o Yucudza (del mixteco: Yukú Saa ‘Cerro del pájaro’‘yukú, 'monte'; saa, pájaro’) constituía uno de los cuatro reinos mayores (Coixtlahuaca, Nuu Tnoo Huahui Andehui, Tlaxiaco y Tututepec) de la Región Mixteca, enclavado en la llamada Costa Chica o Mixteca Costera.
Tututepec (nombre derivado del náhuatl Tototepek, que significa Cerro de los pájaros) fue la capital del Señorío o Cacicazgo de su nombre, el centro político mixteco más potente del Período Postclasico Tardío (1100-1522), siendo la única zona de la Mixteca nunca sometida a los aztecas al momento de la Conquista. El nombre actual es Villa de Tututepec de Melchor Ocampo.

## Historia

### El Principio de la expansión

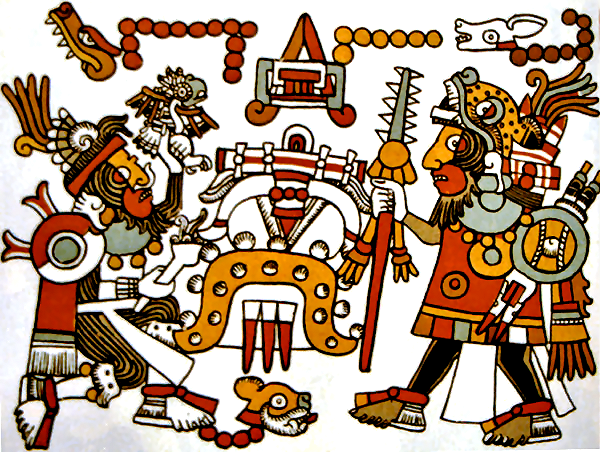
Iya Nacuaa Teyusi Ñaña (a la derecha en la imagen, con su nombre calendárico sobre él), según aparece representado en el Códice Nuttall

La capital de este señorío, fue fundada alrededor del 357 por Mzatzin, hijo de Nizainzo Huidzo, entonces señor de Tilantongo. Para principios del siglo IX, la ciudad ya se había constituido como su propio ñuu independiente.
La expansión del Señorío arranca a principios del siglo XI, cuando Iya Nacuaa Teyusi Ñaña (1063-1115), accede al trono por vía matrimonial.
En 1096, inició la lucha por la posesión del Señorío de Tilantongo, el más importante de los Señoríos de la Alta Mixteca —cuyo trono estaba vacante tras la muerte sin descendencia de Señor 2 Lluvia— contra 11 Viento-Jaguar Sangrante, señor de Bulto de Xipe (y casado con 6 Mono-Quexquémitl de Guerra, posible pariente de Iya Nacuaa Teyusi Ñaña). Aliado a 4 Jaguar-Cara de Noche, señor Nahua de Tollan-Chollollan-Tlachihualtépetl, lo conseguiría finalmente en 1098.
Ya con base en Tilantongo, y aún aliado a Cuatro Pie, Iya Nacuaa Teyusi Ñaña inicia una serie de campañas militares en la Mixteca Alta, que junto a diversas alianzas matrimoniales, somete a 94 poblaciones tributarias (entre ellas los cacicazgos de Yucu Nama, Coatlán, Ixtayotlan, Jicayán, Juchatengo, Ocelotepec o Suchixtepec) , en una superficie de 25 000 a 40 000 km² —uniendo territorios de las tres Mixtecas (Alta, Baja y Costa), desde la frontera oeste entre Oaxaca y Guerrero hasta Huamimilolli y el Istmo de Tehuantepec— habitados por mixtecos, zapotecas, nahuas, amuzgos, chatinos y mayas chontales. 
En 1101, Bulto de Xipé es conquistada por 8 Venado-Garra de Jaguar, que ordena el sacrificio de 11 Viento-Jaguar Sangrante, 6 Mono-Quexquémitl de Guerra y sus tres hijos.
En 1115, 4 Viento —hijo de 6 Mono-Quexquémitl y su primer marido 12 Terremoto—, encabeza una alianza de señoríos mixtecos que derrota y captura a 8 Venado, que es sacrificado.
Mientras su hijo 6 Casa, le sucederá en el gobierno de Tilantongo, su yerno 4 Viento-Serpiente de Fuego, le sucedió en Tututepec, Los dominios del señorío se amplían con la fundación de Yucu Chatuta como señorío subordinado, a cargo de Yya Chi Huidzo (esto es: 11 Tigre-Tláloc Muro de Fuego), hijo de 4 Viento-Serpiente de Fuego en 1120.

### Resistencia a los aztecas
En el siglo XIV los hueyi tlahtoani aztecas inician su expansión por la región y para mediados de la centuria ya dominan totalmente a los Amuzgos de Oaxaca.
En el siglo XV, gran parte de la Mixteca es conquistada por los aztecas, principalmente por Axayácatl (1469-1481), pero los habitantes se muestran insumisos, y el Señorío de Tutupec resiste las ofensivas de Tīzoc Chālchiuhtlatona (1481-1486).
Un nuevo intento azteca de Ahuizotl (1486-1502), para dominar las rutas comerciales hacia Totonacapan, Soconusco y Guatemala, fue frenado por la alianza entre el Señorío de Tututepec y el Reino Zapoteca de Guísii o Zaachila, que en la Batalla de Guiengola derrotaron al ejército azteca. (Posteriormente, Ahuizotl casaría a una de sus hijas con el rey zapoteca Cosiioeza II para romper la alianza).
A principios del siglo XVI, el territorio del Señorío está rodeado por dominios aztecas (excepto la frontera norte colindante con el territorio yope o Yopitzinco), y el emperador azteca Motecuhzoma Xocoyotzin (1502-1520) busca la completa anexión. Así en 1503, inicia la campaña, ocupando Achiotla, pero la toma de territorios es sumamente lenta, aunque cayeron otros núcleos periféricos del Señorío, como Quetzaltepec y Totoltepec en 1504, Yanhuitlan o Zozollan en 1505. Nuevamente en 1511, Motecuhzoma Xocoyotzin, ataca el Señorío, pero solo toma Tlaxiaco. Las posteriores vicisitudes de los aztecas con Tlaxcala y Hernán Cortes confluyeron para que a la llegada de los castellanos, el Señorío fuera aún independiente.

### El fin del Señorío de Tututepec
En 1521, después de la conquista definitiva de Tenochtitlán, Hernán Cortés despacha a Pedro de Alvarado y Francisco de Orozco y Tovar como comisionados para la conquista de la actual Oaxaca.
Así, mientras Orozco sometía los territorios que estaban bajo jurisdicción mexica (los cuales eran conocidos en náhuatl bajo el nombre de Huaxyacac), Alvarado avanzó sobre la región de la costa. En 1522, Alvarado conquista Tututepec capturando a su señor, Casandoo; y en marzo de ese mismo año, bajo órdenes de Cortés, se refunda la ciudad bajo el nombre de Villa de La Segura de la Frontera, con Hernández de Badajoz como su primer alcalde, no se debe confundir con la Villa de la Segura de la Frontera (hoy Tepeaca, Puebla).